# Architecture maya

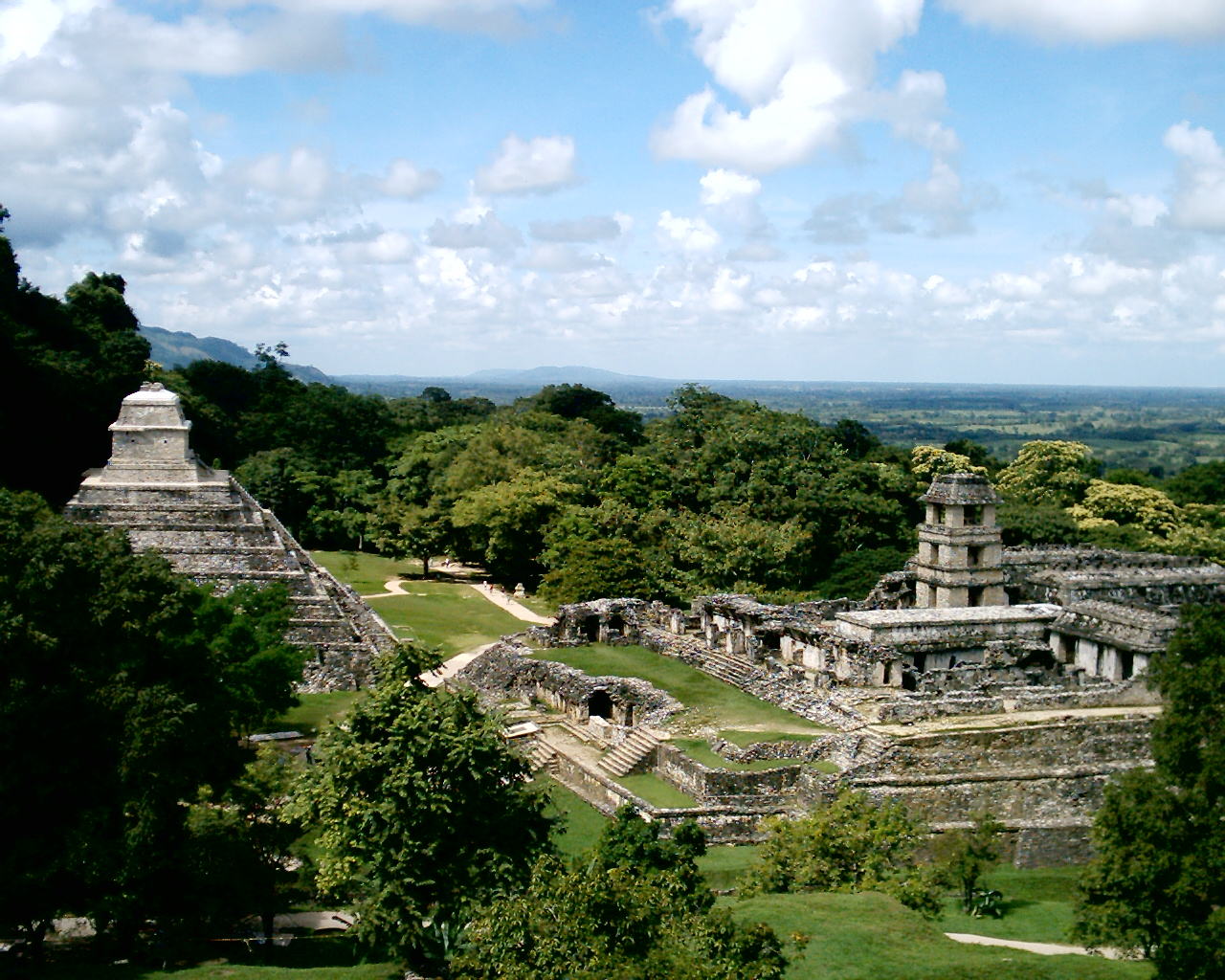
Site archéologique de Palenque, Chiapas, Mexico

L'architecture maya, à l'époque préhispanique, et plus particulièrement à l'Époque classique (300-900), est intimement liée à l'idée qu'ils se faisaient du cosmos, dont leurs cités étaient l'image, ainsi que du rôle socio-religieux que ces bâtiments jouaient: ils étaient la scène sur laquelle se déroulaient les rituels de ce que le mayaniste américain Arthur Demarest a appelé « l'État-théâtre » et par lesquels le souverain affirmait sa légitimité.
Cette architecture présente tout au long de l'Époque classique un ensemble de caractéristiques qui plongent profondément leurs racines dans l'Époque préclassique, dont l'unité est évidente, tout en présentant des styles régionaux tout aussi indéniables. L'agencement des bâtiments est tel que l'on peut se demander si l'on a affaire à une cité, le sens occidental du terme ne correspondant pas à une telle urbanisation.
Au cœur de la «cité» maya se trouve un centre cérémoniel composé d'un ensemble de structures parfois difficiles à identifier, qui peuvent être des places, des plates-formes, des temples, des palais et des terrains de jeu de balle ; ce centre cérémoniel est entouré d'une zone périphérique où l'on rencontre un grand nombre de petites structures en matériaux périssables dressées sur des plates-formes où habitaient les gens du commun.
Ce dernier type de structures a perduré dans la population maya contemporaine.

## Les matériaux et techniques pour la construction

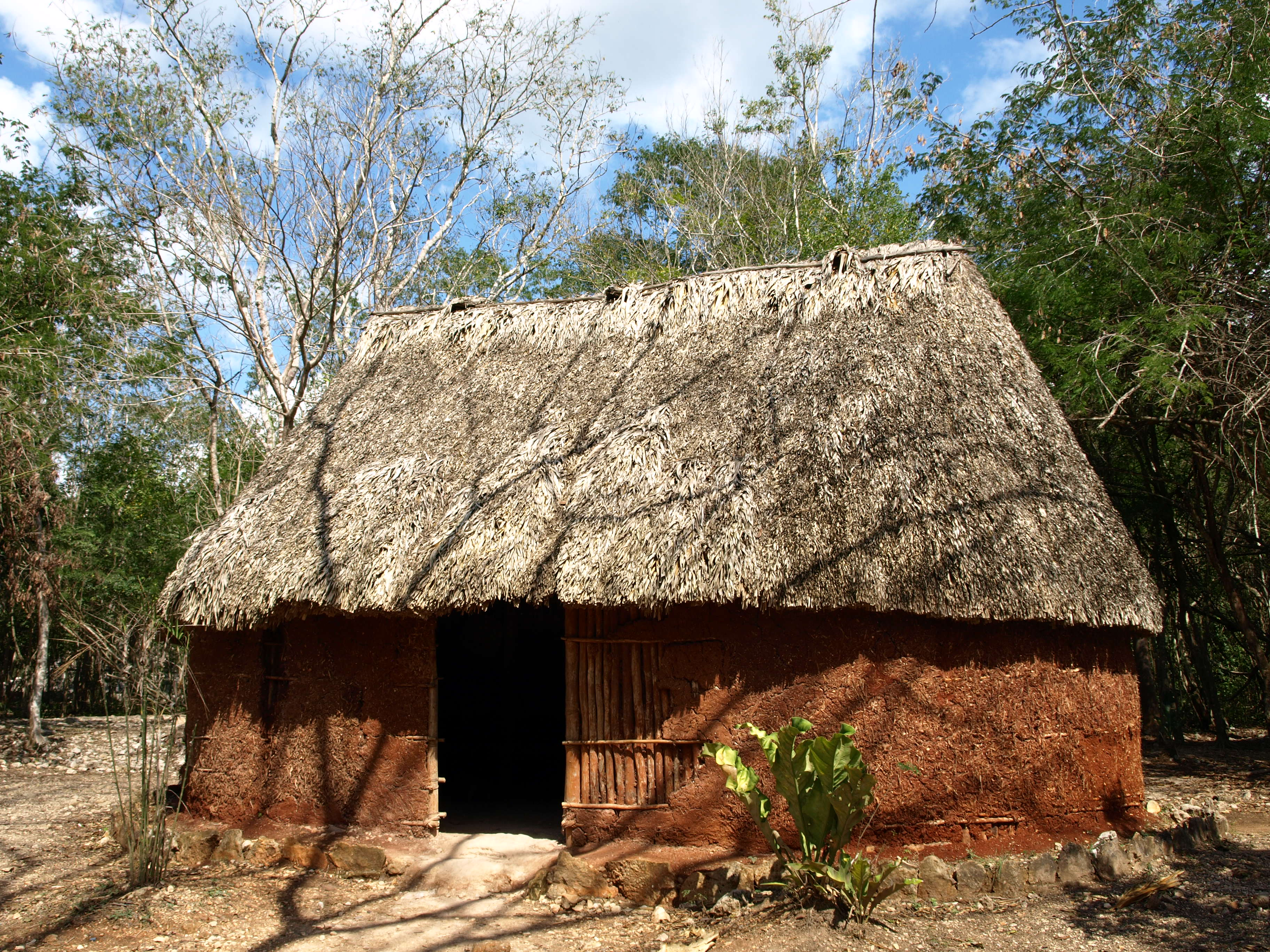
Maison paysanne maya.

Les matériaux les plus couramment employés sont le bois (te' en maya) et la pierre (tun en maya). Exceptionnellement on rencontre des constructions en briques d'argile à Comalcalco à cause du manque de pierre.  
À l'origine, les Mayas employaient des matériaux périssables pour des maisons simples, un type de maison toujours en usage chez les paysans mayas actuels. Des poteaux en bois sont enfoncés dans une plate-forme. Les murs sont faits de rameaux tressé ou encore de treillis enduit d'argile et crépi. Le toit est en feuilles de palme ou en chaume. Les Mayas connaissent deux mots - et deux glyphes pour désigner la maison: naah («maison, structure»)  et otoot («maison, domicile»). Dans le glyphe correspondant à otoot on reconnaît le toit tressé de la hutte de paysan.  
Le Préclassique moyen voit l'apparition de constructions monumentales en pierre. Les Mayas ne disposaient pas d'outils en métal mais employaient  des outils en pierre pour extraire et tailler un calcaire tendre et abondant dans une grande partie de la zone maya, notamment à Palenque et Tikal. Le calcaire se travaille facilement et durcit avec le temps. sa qualité est variable: généralement excellente dans le bassin de l'Usumacinta et médiocre dans les Basses-Terres septentrionales, comme à Coba, où il contient des coquillages fossiles et s'érode rapidement. Sur certains sites on emploie d'autres pierres, comme le tuf à Copán ou le grès à Quirigua. Les Mayas brûlaient le calcaire pour en faire du stuc ou du mortier.

## Une révolution architecturale
C’est dans les basses-terres exclusivement qu’eut lieu cette « transformation radicale » de l’architecture précolombienne : les Mayas y changèrent brutalement d’attitude collective à l’égard de l’architecture monumentale dans la seconde moitié du préclassique.
Ce n’est pas un hasard : dès l'époque de l’influence olmèque, peut-être celle du Mexique central, l’instauration d’un ordre social permettant cette évolution est en cause. Entre 20 et 50 av. J.-C., les Mayas commencèrent un programme massif de « travaux publics » visant à modifier délibérément le paysage local. Des vestiges de cette période sont visibles à Tikal, Uaxactun, El Mirador, Cival, et à Cerros et Lamanaï au Belize.
Dans chacun de ces emplacements, des populations de villages qui étaient restées stables pendant des centaines d’années se déplacèrent pour établir leur habitation à proximité des nouveaux centres.

## Architecture préclassique
L’utilisation massive d'escaliers est évidente dans les premiers temps du classique, comme pendant la phase Esperanza de Kaminaljuyu et à Zaculeu dans la région montagneuse occidentale du Guatemala. On en trouve également à Nakbé.

## Recyclage des monuments
C’est un acte volontaire qui prévoit obligatoirement la destruction d’une pièce, réutilisée à une autre fin.
On parle de recyclage sans remaniement lorsqu’on trouve des pièces olmèques dans des caches tardives mayas ou nahuas. Par exemple, le masque trouvé au Templo Mayor de Tenochtitlan montre un souci d’établir une filiation avec des cultures antérieures.
Mais ici, il s'agit plutôt de la réutilisation de monuments entiers, comme l'illustrent au niveau architectural les diverses « phases » définies par les archéologues pour dater l'époque de construction des monuments en question. L'usage mésoaméricain de construire des pyramides « en gigogne », c'est-à-dire d'amplifier la pyramide précédente en lui ajoutant un niveau est un exemple parmi d'autres de recyclage architectural.
La pratique du recyclage des monuments n’est pas propre aux civilisations mésoaméricaines, on la retrouve d’une civilisation à l’autre partout dans le monde Notons à Abaj Takalik, qu’une tête colossale a été de nouveau sculptée pour être transformée en autel. Les pratiques de destruction remontent aux Olmèques (têtes colossales).
Le palais préclassique de Toniná – contemporain de Teotihuacan – fut ainsi complètement obstrué et servit de base à l'extension postérieure d'une pyramide.

## Destructions rituelles
La pratique sacrificielle ne s’appliquait pas qu’aux hommes en Méso-Amérique, mais elle était également réalisée sur les artefacts de pierre ou d’argile. Les monuments étaient sacrifiés symboliquement, par exemple « les statues décapitées rituellement » de Toniná. On détruisait alors tout ou partie des temples supérieurs des pyramides. Peu importait : les sites mayas  étaient  nombreux. Le temple Rosalila à Copan fait exception : les Copanèques l’ont soigneusement conservé, peut-être comme l’explique Janice van Cleve parce que c’était le centre d’un culte de la personnalité : celui du fondateur de la dynastie. C'est le cas aussi sur l'acropole du site d’Ek' Balam, au Yucatan, et hors de la zone maya proprement dite, à Cacaxtla.

## Types de structures

### Labyrinthes
Les labyrinthes mayas, longtemps passés inaperçus sont nombreux : Oxkintok, Palenque, Tonina, Yaxchilan, on les trouve en divers points de la zone d’influence maya, ce qui montre l’unité du concept.

### Bains de vapeur
Du côté du Chiapas, on a identifié des bains de vapeur (« temazcal ») à San Antonio Ocozocoautla et à Chiapa de Corzo.
Chez les Mayas classiques, c’est à Piedras Negras qu’un bain de vapeur a été mis au jour par les dernières fouilles (2003). Un groupe de bains de vapeur doté d’un plan organisé autour d’une série de petites « chambres », un petit foyer voûté à la façon maya, et doté de salles de repos est visible. Ce sont en fait huit bains de vapeur connus que l’on recense à Piedras Negras.

### Plates-formes
Des plates-formes artificielles (« cun ») qui surprennent souvent par la masse de travail qu’elles supposent formaient le sol sur lequel les pyramides étaient édifiées. On traduit cun d’après les nombreux exemples du codex de Dresde et des monuments. Cun signifie aussi bien la plate-forme du temple que celle de la milpa. Mais parfois ces plates-formes consistaient en milliers de mètres cubes de terre, qui ont dû requérir une grande force de travail, en dehors du temps consacré aux récoltes.

### Crêtes faîtières

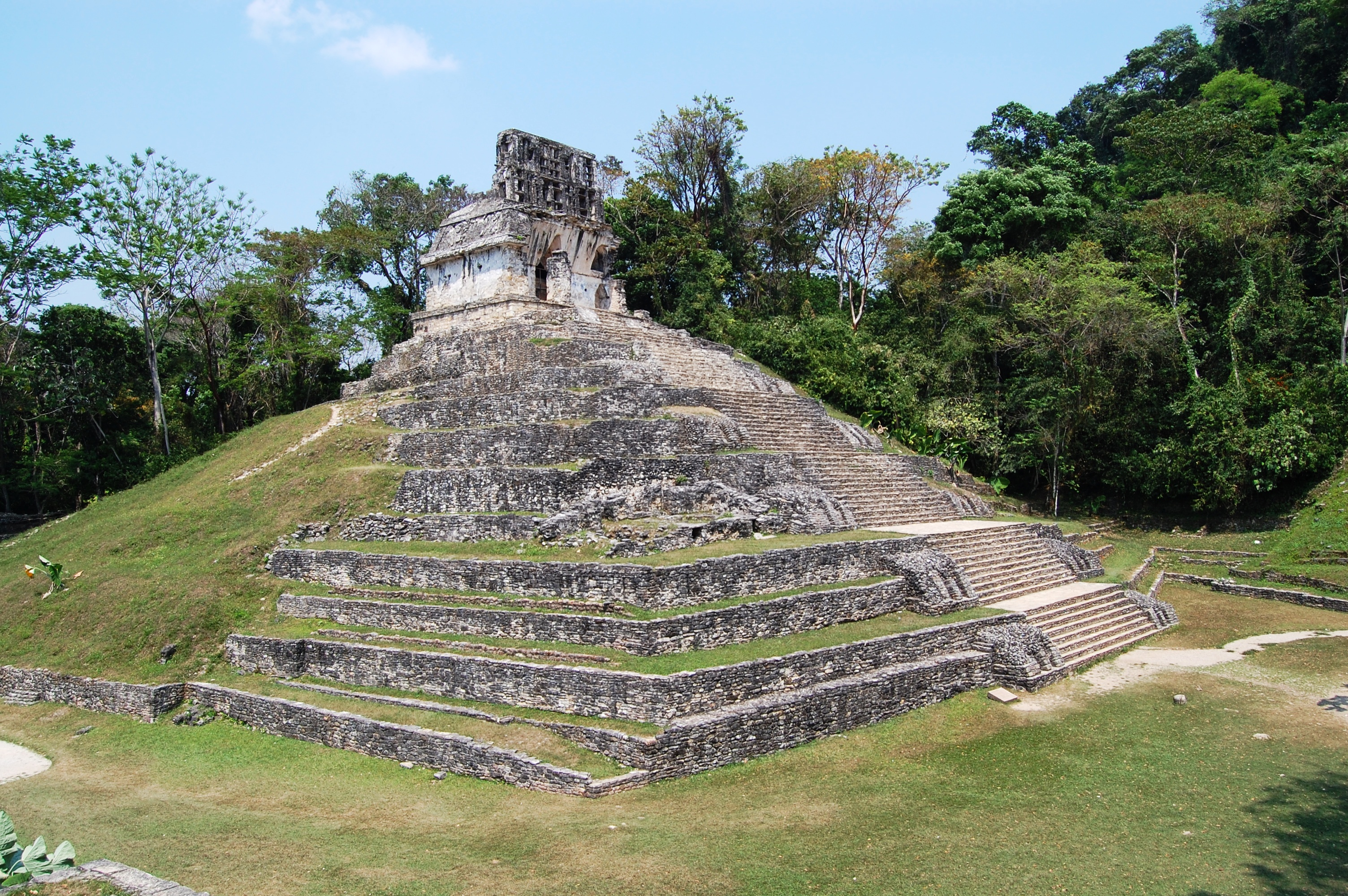
Le Temple de la Croix, à Palenque, est surmonté d'une crête faîtière.

Le temple de la pyramide était surmonté d’une crestería, terme espagnol signifiant « frise ou crête ajourée » surmontant la voûte du temple : parfois une véritable mosaïque de pierre, comme à Yaxchilan, plus massives à Tikal, elles ne se sont pas toujours conservées à la suite de l'abandon des sites mayas.
Après de nombreux siècles d'une évolution lente, la pyramide  augmenta de volume et en hauteur, dans le but de supporter une cresteria chaque fois plus pesante : l'espace intérieur avait été fermé, réduit en ces occasions jusqu'à des limites presque absurdes.

### Canalisations d'eau
On a retrouvé des canalisations d’eau sur de nombreux sites mésoaméricains.
Par exemple, à San Lorenzo, cité olmèque, sous les plates-formes, des canalisations menaient l'eau à une « fontaine ». De même, à Xochicalco, des tuyaux d’argile s’emboîtent comme un jeu de flûtes.
À Teotihuacan, le sol de la cour du patio du palais de Quetzalpapalotl est fait d’un revêtement stuqué qui présente une légère déclivité vers le centre. Il s’ouvre sur un trou d’écoulement communicant dans une citerne dans laquelle s’amassaient, pendant la saison des pluies, les eaux récoltées par la toiture. On a découvert ce qui a dû être une fontaine. Une forme creuse en forme d’oiseau aquatique formait une partie d'un aqueduc avec une ouverture adaptée à ce qu’on pourrait qualifier de système de drainage.
À Comalcalco (Campeche) dans l’acropole, au-dessous du sol, un système hydrologique complexe a été détecté par les fouilles archéologiques.
À Piedras Negras, au moment de l’édification des fondations de la nouvelle acropole, les maçons firent des conduits pour l’eau.

### Stèles
Les stèles portaient des noms individuels, comme si les Mayas avaient considéré qu’elles avaient possédé une personnalité. Dans ce cas, Kan (tun) est partiellement le nom générique d'une stèle, c'est-à-dire  « la pierre de couleur jaune ». 
Une nouvelle stèle était érigée à la fin d'une période de cinq, dix ou vingt tuns, pour enregistrer les conquêtes ou la fin d'un cycle, lié à la naissance ou à la mort d'un souverain.
Le complexe stèle-autel : l’apparition du complexe stèle-autel daterait d’Izapa.

### Escaliers
Les fouilles à Nakbe ont montré la présence d'escalier au pré-classique. Tonina et Tzibanché arboraient des marches d'escalier ornées de captifs. Dos Pilas et Copan, sont célèbres pour leurs escaliers ornés de glyphes.

### Portes zoomorphes et temples tératomorphes
Chez les Maya comme chez les Aztèques, le seuil du temple est matérialisé par la gueule d’une créature zoomorphe aux attributs composites : félins, sauriens et ophidiens. Dans l'architecture postclassique Yucatèque, il arrive que la porte zoomorphe prenne toute la place dévolue à la façade du temple et le remplace en quelque sorte :  on parle alors de temple tératomorphe.
Les linteaux de pierre ou de bois couvraient les embrasures de porte des temples. Leur chute a provoqué la ruine de nombreuses constructions. À Yaxchilan, le site se singularisa par ses superbes inscriptions sur linteaux de pierre sculptés. À Chichen Itza, des linteaux sculptés, quoique dans un style bien différent, ont aussi contribué à la renommée du site.
Mais à Palenque par exemple, tous les linteaux des bâtiments manquaient quand le site fut redécouvert.

### Voûtes
C'est une caractéristique de l’architecture maya : la voûte maya en encorbellement. La pierre la plus haute, ou pierre de faîte, de la voûte, portait parfois une illustration ou peinture, notamment au Yùcatan. Le site qui en a fourni des exemples de style codex est Ek' Balam dans le Yucatan justement.

### Masques en stuc
On en trouve dans la plupart des pyramides mayas depuis l'époque pré-classique de Cuello.
Kohjunlich, Acanceh, Tikal donnent toujours à voir de très beaux masques. Mais la forme générale des masques évolua ensuite dans l'architecture Puuc : ils n'avaient plus la même taille ni la même fonction ;  on insistait alors davantage sur l'effet de répétition des mosaïques de masques en pierre.

### Estrades
Nommée « benches » (banquettes) dans la littérature anglo-saxonne qui leur est consacrée, elles ne sont pas exclusives de l’architecture maya : ailleurs en Méso-Amérique, comme sur l’acropole de Xochicalco, on a aussi trouvé une banquette similaire à celles qu’on peut voir en pays maya. 
Dans les pièces mayas, la plus grande partie de l’espace est occupée par d’énormes estrades où siégeait le souverain Ahaw. Une telle disposition devait convenir à des cérémonies de la cour royale comme le montrent les vases peints (le public choisi se tenant devant l’estrade). Nous voyons dans ces plates-formes des estrades remplissant une importante fonction sociale, car on nous montre des Ahaw assis sur ces estrades au style compliqué, avec des fonctionnaires autour d’eux ;  mais on peut penser qu'elles servaient aussi pour s'y reposer et même y dormir.

### Sacbés
Ils connectaient entre eux les grands sites mayas, à la fois routes de commerce, routes de pèlerinages, ils étaient parfois assez larges et suivaient parfois les points cardinaux, mais sans que cela fût systématique.

### Jeu de balle
Terrain où deux équipes se rencontraient pour jouer avec une balle en caoutchouc. La raison pouvait être rituelle, ludique ou pour résoudre des conflits entre deux villes. Cette activité a été pratiquée durant 3000 ans dans toute la Mesoamérique. La forme du terrain pouvait varier bien que la plupart avaient un plan en double "T".